# قناة (ري)
```
هي قناة تحت الأرض تستخدم لنقل المياه إلى السطح لأغراض الري والشرب
```

انتشار القنوات بعد الفتوحات

قناة الري أو القناية (في لبنان) أو الريّاح (في مصر) أو کاریز (في ایران) هي إحدى وسائل الري العريقة، تعتبر مصدراً أساسياً للمياه بالأراضي الصحراوية وهي مجموعة من الآبار موصولة فيما بينها بأنفاق وأخاديد تشق لتوصيل المياه فيما بينها والبعد بين الآبار يتراوح ما بين 15م -18م على عمق يتراوح ما بين 08م-15م والانحدار الطبوغرافي الذي يسمح بتسرب الماء ليتم وصوله إلى المخرج بواسطة ساقية تدعى (أغيسروا) ثم يتوجه إلى البساتين لتمر قبل ذلك بالقرية السكنية حنى يتزود الناس بالماء الصالح للشرب منها. ومن أنواعها الفقارة والأفلاج والرياحات.

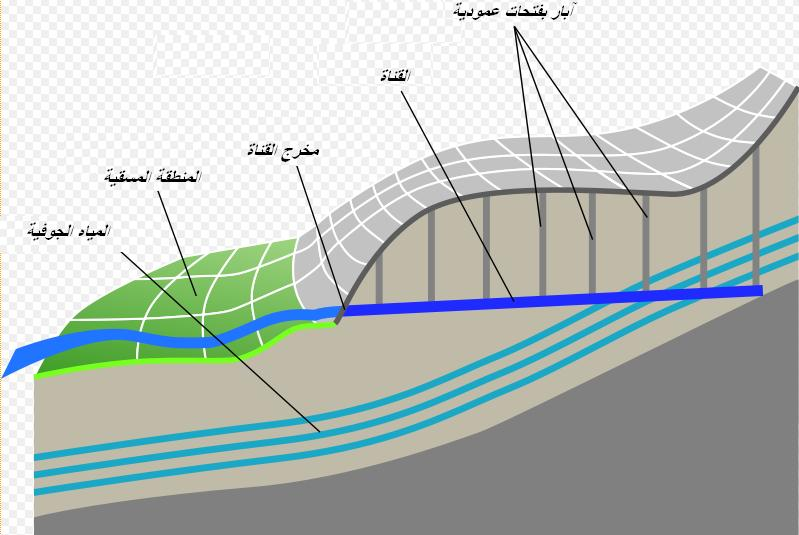
مخطط يوضح تقنية عمل الفقارة
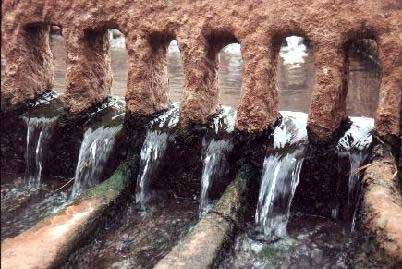
قصرية لتوزيع المياه
«قنات الري» في ناحية كوخرد
مقطع عرضي لقناة الري
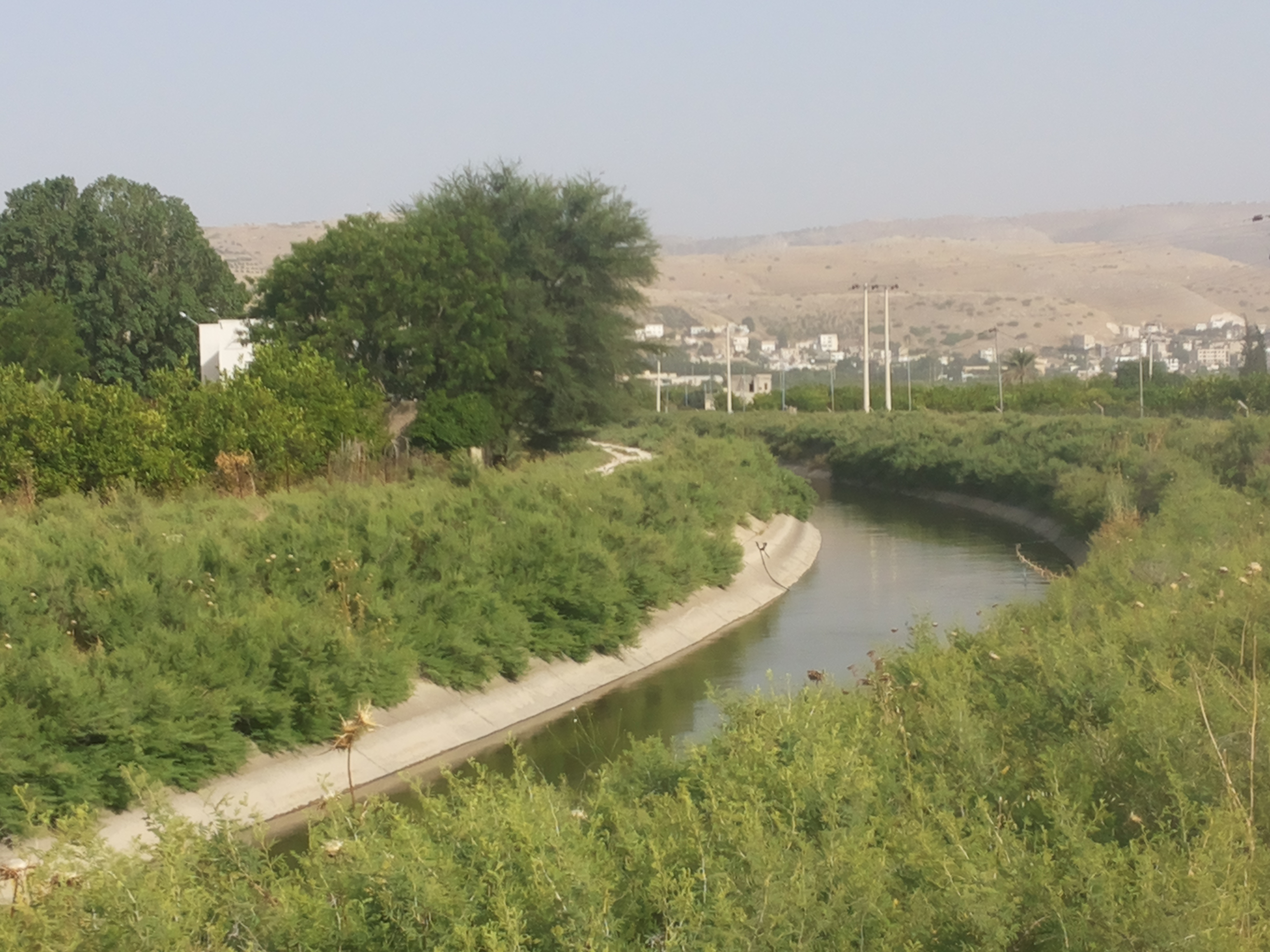
قناة ري حديثة في الأردن.
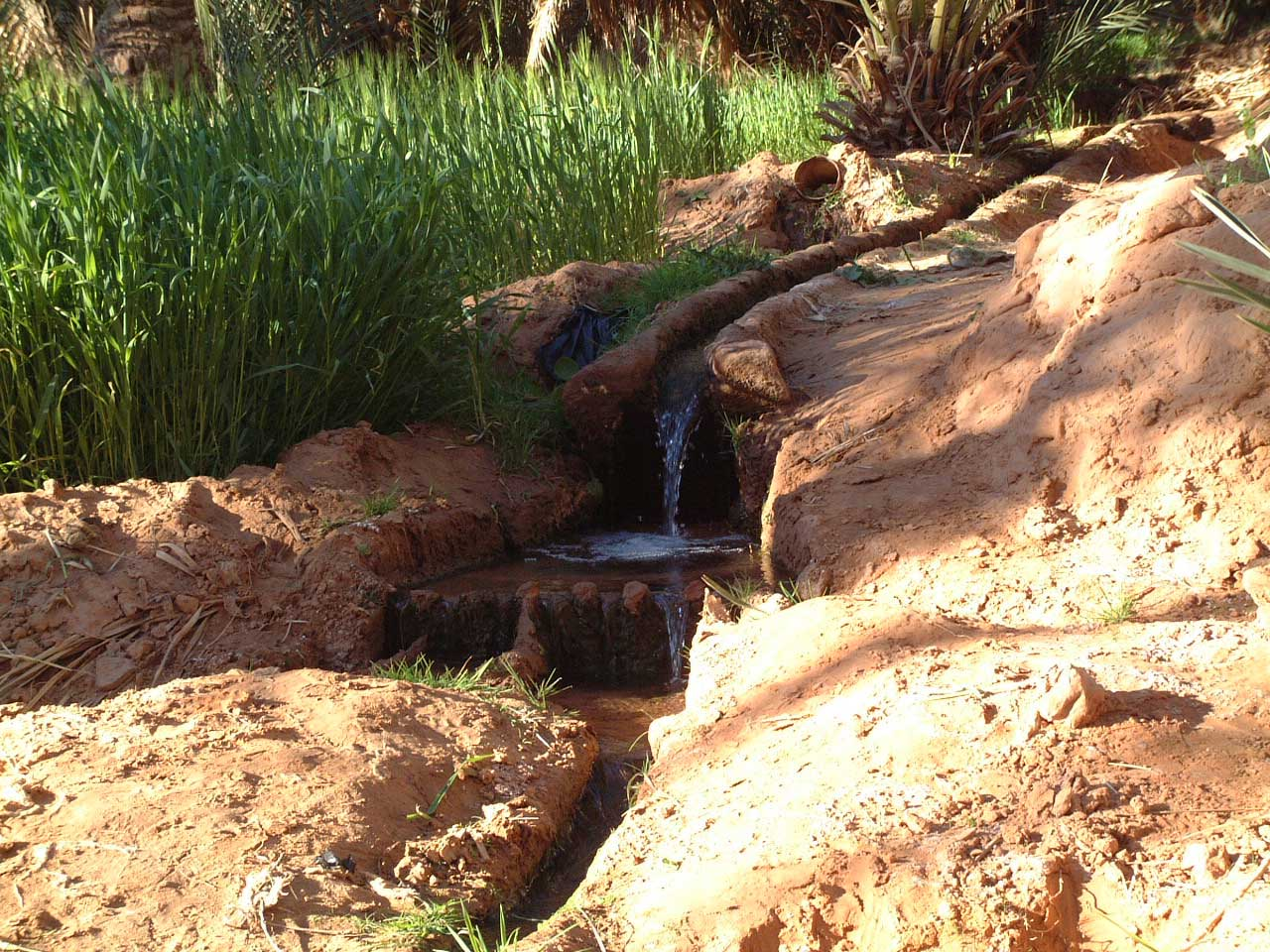
فقارة
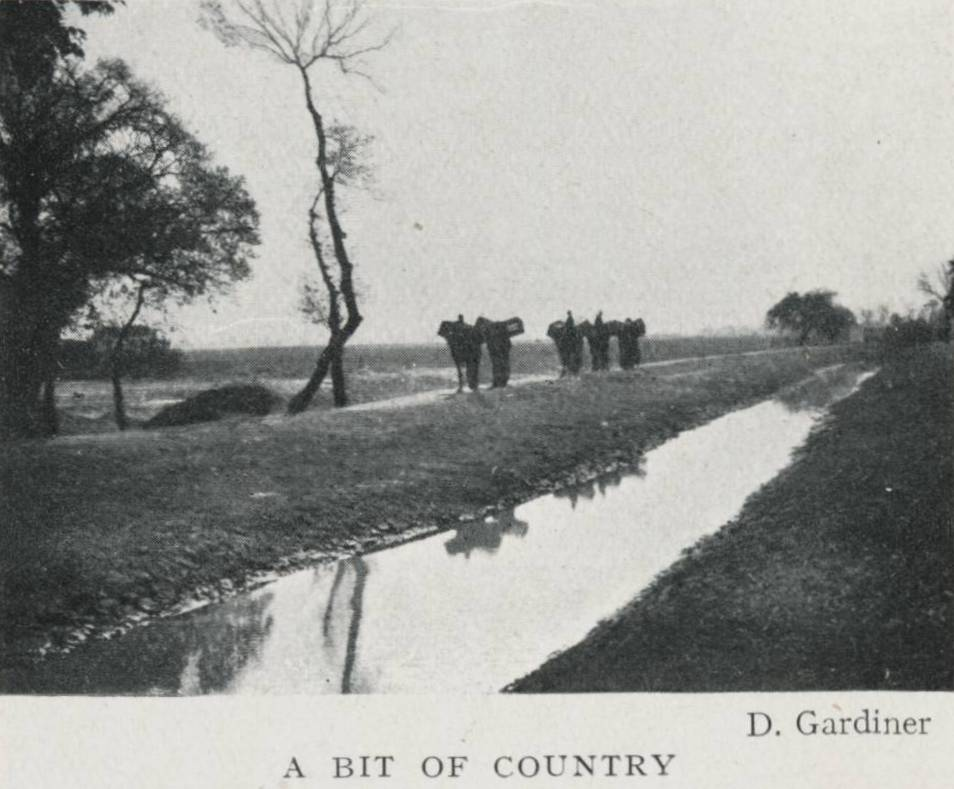
الريف المصري سنة 1906م

## مكونات القناة
تتكون الفقارة من عدة أجزاء متكاملة يعتمد كل منها على الآخر وهي كالتالي:
- البئر الرئسي.
- آبار الخدمة.
- نفق جوفي لتحويل المياه يعرف بالرواق أو القناة
- الساقية الأولية (الساقية المغطاة).
- القصرية.

## الأسماء
تسمى القنوات الفقّارة في ليبيا وتونس والجزائر والخطارة في المغرب.